# Reboleira (Amadora)
Reboleira a fost o freguesia portugheză din municipalitatea Amadora, în Districtul Lisabona. Reboleira avea o suprafață de 0,76 km² și o populație de 14 344 de locuitori în 2011, rezultând o densitate de 18 873,7 hab/km².
Reboleira a fost înființată prin legea 49 din 11 septembrie 1979, odată cu crearea municipalității Amadora, și desființată în 2013, în cursul unei reforme administrative naționale, când zona ei de nord a fost anexată de freguesia Venteira, iar cea de sud de nou-creata freguesie Águas Livres.
Freguesia avea drept patron pe Maica Domnului de Boa Nova.
Stadionul clubului Estrela da Amadora este construit pe fostul teritoriu al freguesiei Reboleira.

## Populație
| Populația freguesiei Reboleira | Populația freguesiei Reboleira | Populația freguesiei Reboleira | Populația freguesiei Reboleira | Populația freguesiei Reboleira | Populația freguesiei Reboleira | Populația freguesiei Reboleira | Populația freguesiei Reboleira | Populația freguesiei Reboleira | Populația freguesiei Reboleira | Populația freguesiei Reboleira | Populația freguesiei Reboleira | Populația freguesiei Reboleira | Populația freguesiei Reboleira | Populația freguesiei Reboleira |
| ------------------------------ | ------------------------------ | ------------------------------ | ------------------------------ | ------------------------------ | ------------------------------ | ------------------------------ | ------------------------------ | ------------------------------ | ------------------------------ | ------------------------------ | ------------------------------ | ------------------------------ | ------------------------------ | ------------------------------ |
| 1864                           | 1878                           | 1890                           | 1900                           | 1911                           | 1920                           | 1930                           | 1940                           | 1950                           | 1960                           | 1970                           | 1981                           | 1991                           | 2001                           | 2011                           |
|                                |                                |                                |                                |                                |                                |                                |                                |                                |                                |                                | 16 360                         | 16 809                         | 15 543                         | 14 344                         |

## Clădiri și monumente de patrimoniu
- Apeductul Águas Livres – clasificat Monument Național[5]